# Veyrier-du-Lac
Veyrier-du-Lac är en kommun i departementet Haute-Savoie i regionen Auvergne-Rhône-Alpes i sydöstra Frankrike. Kommunen ligger i kantonen Annecy-le-Vieux som tillhör arrondissementet Annecy. År 2022 hade Veyrier-du-Lac 2 308 invånare.

## Befolkningsutveckling
Antalet invånare i kommunen Veyrier-du-Lac
| Referens: INSEE |